# Helena de Waldeck e Pyrmont
Helena Frederica Augusta em Waldeck e Pyrmont (em alemão: Helene Friederike Auguste zu Waldeck und Pyrmont; 17 de fevereiro de 1861 – 1 de setembro de 1922) foi um membro da família real britânica, tendo sido a esposa de Leopoldo, Duque de Albany, filho da rainha Vitória do Reino Unido e do príncipe Alberto de Saxe-Coburgo-Gota.
Helena é uma ancestral direta da atual família real sueca. Sua neta Sibila de Saxe-Coburgo-Gota (filha de seu filho Carlos Eduardo de Saxe-Coburgo-Gota) casou-se com o príncipe herdeiro da Suécia, Gustavo Adolfo, Duque da Bótnia Ocidental, com quem teve cinco filhos, incluindo o atual rei da Suécia, Carlos XVI Gustavo (do qual Helena é bisavó).

## Biografia

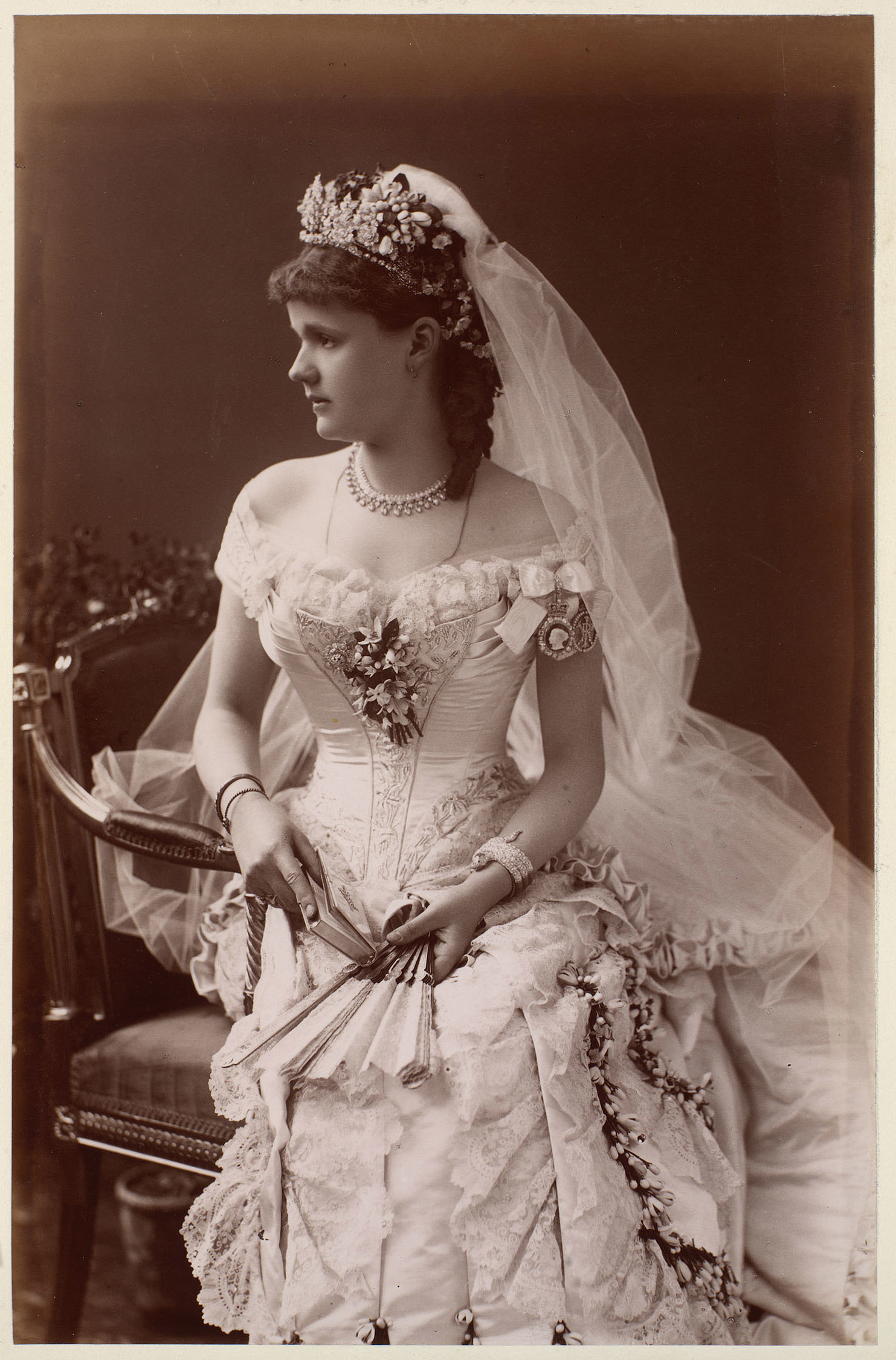
Helena em seu casamento, 1882

A princesa Helena nasceu em Bad Arolsen, na Alemanha, como a quinta filha de Jorge Vítor, Príncipe de Waldeck e Pyrmont e de sua primeira esposa, a princesa Helena Guilhermina Henriqueta Paulina Mariana de Nassau-Weilburg. Era irmã da rainha Ema dos Países Baixos (bisavó da rainha Beatriz dos Países Baixos), que desposou Guilherme III.
Em 27 de abril de 1882, na Capela de São Jorge, no Castelo de Windsor, ela casou-se com o príncipe Leopoldo, Duque de Albany. Eles tiveram dois filhos, mas o casamento só durou dois anos com a morte de Leopoldo, que era hemofílico, aos 30 anos.

### Filhos
- Alice de Albany (1883–1981), casada com Alexandre de Teck, com descendência;
- Carlos Eduardo Jorge Alberto Leopoldo (1884–1954) Duque de Saxe-Coburgo-Gota

A Duquesa de Albany morreu em Hinterris, no Tirol, na Áustria, no dia 1 de setembro de 1922, aos 61 anos.

## Títulos, estilos e honras

Monograma real de Helena

### Títulos e estilos
- 17 de fevereiro de 1861 – 27 de abril de 1882: Sua Alteza Sereníssima, a Princesa Helena de Waldeck e Pyrmont
- 27 de abril de 1882 – 28 de março de 1884: Sua Alteza Real, a Duquesa de Albany
- 28 de março de 1884 – 1 de setembro de 1922: Sua Alteza Real, a Duquesa Viúva de Albany

### Honras
- Ordem da Coroa da Índia
- Dama da Real Ordem de Vitória e Alberto
- Real Cruz Vermelha
- Dama da Venerável Ordem de São João